# Antoine Delamarre
Pour les articles homonymes, voir Delamarre.
Antoine Delamarre, né le 3 février 1756 à Saint-Thibault (département de l'Oise), mort le 10 février 1824 à Grandvilliers (département de l'Oise), est un homme politique de la Révolution française. 

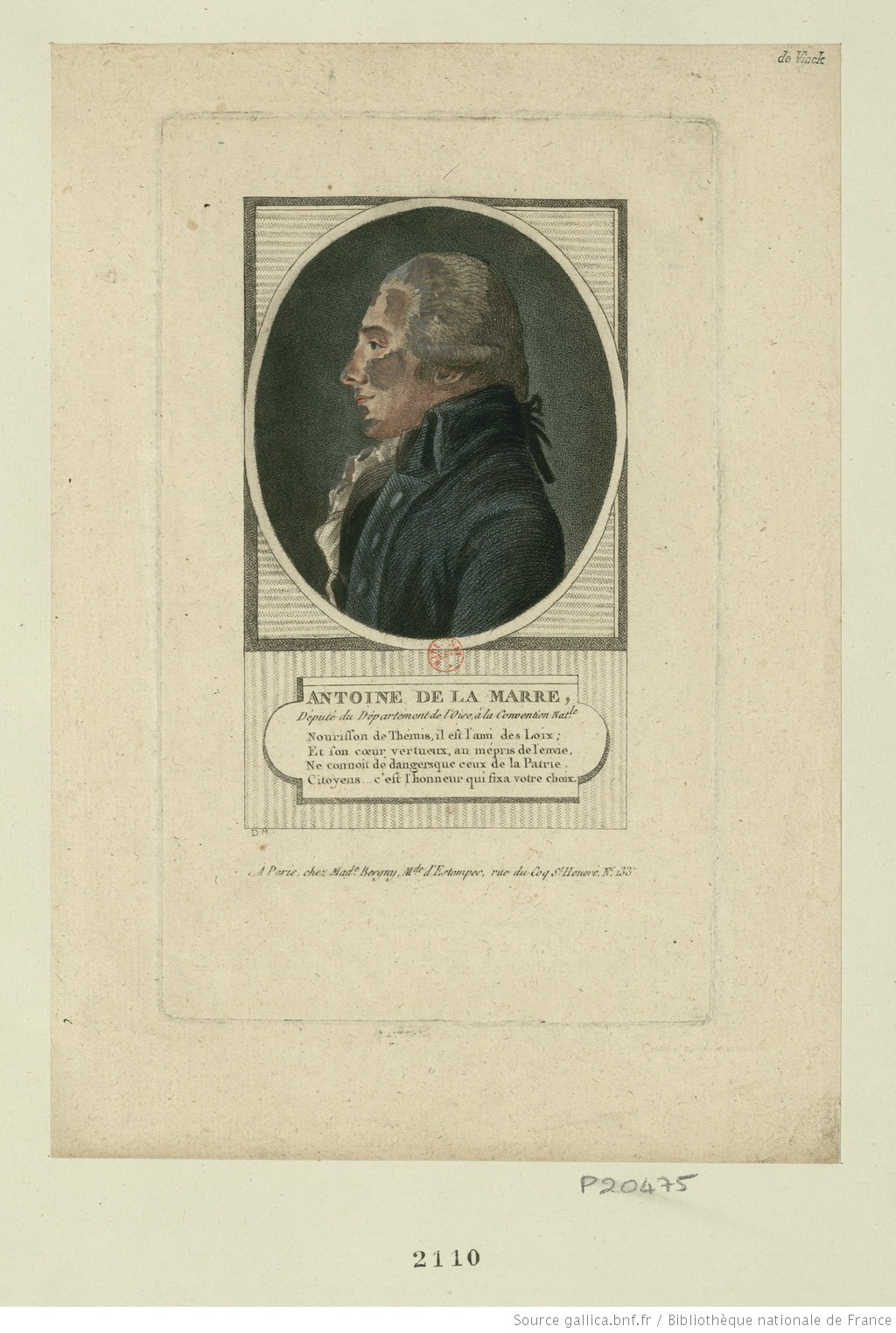
Député du département de l'Oise, à la convention nationale.

## Biographie
La monarchie constitutionnelle, mise en place par la constitution du 3 septembre 1791, prend fin à l'issue de la journée du 10 août 1792 : les bataillons de fédérés bretons et marseillais et les insurgés des faubourgs de Paris prennent le palais des Tuileries. Louis XVI est suspendu et incarcéré avec sa famille à la tour du Temple. 
En septembre 1792, Antoine Delamarre, alors administrateur de l'Oise, est élu député du département, le onzième sur douze, à la Convention nationale. 
Il siège sur les bancs de la Gironde. Lors du procès de Louis XVI, il vote la réclusion et se prononce en faveur de l'appel au peuple et du sursis à l'exécution. En avril 1793, il vote en faveur de la mise en accusation de Jean-Paul Marat. En mai, il vote en faveur du rétablissement de la Commission des Douze. 
En octobre, Delamarre est décrété d'arrestation, sur motion de Jean-Pierre-André Amar, membre du Comité de Sûreté générale, pour avoir signé la protestation contre les journées du 31 mai et du 2 juin. Le 29 nivôse an II (le 18 janvier 1794), alors qu'il est incarcéré à la prison de la Force, il écrit, avec plusieurs de ses collègues détenus, à Maximilien de Robespierre pour le remercier de s'être opposé au déferrement des signataires devant le tribunal révolutionnaire, et pour le prier d'appuyer leur rappel à la Convention. Delamarre et les signataires sont finalement libérés et réintégrés à leur poste le 18 frimaire an III (8 décembre 1794). 
Envoyé en mission dans le Nord, il s'appuie sur les cadres girondins modérés, faisant appel à eux pour former le directoire du département et le directoire du district, et désarma les « terroristes »; il annonce à l'Assemblée la dissolution de la Société populaire de Lille et un mouvement populaire à Arras dû à l'augmentation du prix du pain.
Il est réélu député de l'Oise au conseil des Cinq-Cents avec 181 voix le 22 vendémiaire an IV, puis au Conseil des Anciens le 24 germinal an VI.
Favorable au coup d'État du 18 brumaire, il est nommé le 4 nivôse an VIII par le Sénat conservateur, député de l'Oise au Corps législatif. Il est également nommé conseiller de la préfecture de son département le 23 germinal an XII, puis maire de Grandvilliers en 1807.

## Sources
- Adolphe Robert, Gaston Cougny, Dictionnaire des parlementaires français de 1789 à 1889, Paris Bourloton, 1889, tome 2, p. 306